# Новосельское (Сумская область)
Новосельское (укр. Новосільське) — село,
Василевский сельский совет,
Лебединский район,
Сумская область,
Украина.
Код КОАТУУ — 5922981603. Население по переписи 2001 года составляло 41 человек .

## Географическое положение
Село Новосельское находится между реками Грунь и Лозовая.
На расстоянии в 1,5 км расположено село Александровка.
По селу протекает пересыхающий ручей с запрудой.

## Экономика
- Молочно-товарная ферма.